# Antal Szendey
Dans le nom hongrois Szendey Antal, le nom de famille précède le prénom, mais cet article utilise l’ordre habituel en français Antal Szendey, où le prénom précède le nom.
Antal Szendey, né le 7 mars 1915 à Budapest et mort le 6 mai 1994 dans la même ville, est un rameur d'aviron hongrois.

## Palmarès

### Jeux olympiques
- Londres 1948
  -  Médaille de bronze en deux barré[1]

### Championnats d'Europe
- Championnats d'Europe d'aviron 1935 à Berlin
  -  Médaille d'or
- Championnats d'Europe d'aviron 1937 à Amsterdam
  -  Médaille de bronze
- Championnats d'Europe d'aviron 1938 à Milan
  -  Médaille d'argent
- Championnats d'Europe d'aviron 1947 à Lucerne
  -  Médaille d'or